# Reisa nationalpark
69°16′N 21°51′Ø / 69.267°N 21.850°Ø
Reisa nationalpark ligger i Nordreisa kommune i Troms og Finnmark fylke i Norge. Parken blev oprettet i 1986 og er på 806 km². Nationalparken dækker dele af Reisadalen og grænser op til Ráisduottarháldi landskabsværnområde. Elven Reisa har sit udspring i parken.

## Ekstern henvisning
- Direktoratet for naturforvaltning, information om Reisa nationalpark. Arkiveret 30. september 2007 hos  Wayback Machine